# サルマン・ハシミコフ
サルマン・ハシミコフ（Salman Hashimikov、ロシア語: Салман Хасимиков、1953年5月4日 - 2025年5月28日）は、旧ソビエト連邦出身のプロレスラー。
これまでイワン・コロフ、ニコライ・ボルコフ、クリス・マルコフ、アレックス・スミルノフ、ニキタ・コロフなど「ロシア出身」を名乗るプロレスラーは多く存在したが、いずれもギミックであり、冷戦の終結に伴い登場したソビエト連邦初のプロレスラーとして注目を集めた。

## 来歴
レスリングのフリースタイル100kg級の選手として活躍し、1971年と1973年の世界ジュニア選手権に優勝、世界選手権では1979年の初優勝を皮切りに、1981年から1983年にかけては3連覇を達成している。1976年のモントリオールオリンピックと1980年のモスクワオリンピックにもソビエト連邦代表として出場が決定していたものの、いずれも負傷のため不参加となった。
1980年代後半からのペレストロイカ政策により、ソビエト連邦の国家スポーツ委員会が新日本プロレスと提携したことを機にプロに転向、1989年2月22日、レッドブル軍団のリーダー格として初来日を果たす。同年4月24日、新日本プロレスの東京ドーム初興行でのセミファイナルにおいて、クラッシャー・バンバン・ビガロを2分26秒で破りデビュー戦を飾った。
5月25日には、当時ビッグバン・ベイダーが保持していたIWGPヘビー級王座に挑戦、得意の水車落としでベイダーを破り新王者となる。7月12日に長州力に敗れてタイトルを失うも、8月10日の両国国技館大会では橋本真也を下した。12月31日には新日本プロレスが主催したモスクワ大会に出場、母国凱旋試合にてマニー・フェルナンデスから勝利を収めている。
1990年2月10日の東京ドーム大会ではスティーブ・ウィリアムスと対戦するも敗退。同年の末にはアメリカ合衆国のWCWでも試合を行い、12月16日開催の『スターケード』にて行われたタッグトーナメントにレッドブル軍団の盟友ビクトル・ザンギエフと組んで出場、2回戦でマサ斎藤&グレート・ムタのチームに敗れた。
1993年7月にはUWFインターナショナルにも参戦し、高田延彦のプロレスリング世界ヘビー級王座に挑戦している。
2025年5月28日、73歳で死去。

## 得意技
- 水車落とし

## 獲得タイトル
新日本プロレス
- IWGPヘビー級王座：1回（第5代）